# Botsuana nos Jogos Olímpicos de Verão de 2008
Botsuana competiu nos Jogos Olímpicos de Verão de 2008, em Pequim, na China, que ocorreu de 8 a 24 de agosto de 2008.

## Desempenho

### Atletismo
Masculino
| Atleta                | Evento             | Preliminares | Preliminares | Quartas     | Quartas     | Semifinal   | Semifinal   | Final       | Final       |
| Atleta                | Evento             | Marca        | Posição      | Marca       | Posição     | Marca       | Posição     | Marca       | Posição     |
| --------------------- | ------------------ | ------------ | ------------ | ----------- | ----------- | ----------- | ----------- | ----------- | ----------- |
| Fanuel Kenosi         | 200 metros         | 21s09        | 44º          | Não avançou | Não avançou | Não avançou | Não avançou | Não avançou | Não avançou |
| Gakologelwang Masheto | 400 metros         | 46s29        | 38º          |             |             | Não avançou | Não avançou | Não avançou | Não avançou |
| California Molefe     | 400 metros         | Não largou   | Não largou   |             |             | Não avançou | Não avançou | Não avançou | Não avançou |
| Onalenna Baloyi       | 800 metros         | 1min47s89    | 38º          |             |             | Não avançou | Não avançou | Não avançou | Não avançou |
| Ndabili Bashingili    | Maratona           |              |              |             |             |             |             | 2h25min11s  | 56º         |
| Gable Garenamotse     | Salto em distância | 7m95         | 11º q        |             |             |             |             | 7m85        | 9º          |
| Kabelo Kgosiemang     | Salto em altura    | 2m20         | 29º          |             |             |             |             | Não avançou | Não avançou |

Feminino
| Atleta          | Evento     | Preliminares | Preliminares | Semifinal | Semifinal | Final | Final   |
| Atleta          | Evento     | Marca        | Posição      | Marca     | Posição   | Marca | Posição |
| --------------- | ---------- | ------------ | ------------ | --------- | --------- | ----- | ------- |
| Amantle Montsho | 400 metros | 50s91        | 5º Q         | 50s54     | 7º Q      | 51s18 | 8º      |

Legenda: Q - Classificação direta q - Classificação por tempo

### Boxe
Botsuana qualificou dois boxeadores para o torneio olímpico de boxe. Khumiso Ikgopoleng qualificou-se na categoria peso galo no primeiro torneio qualificatório africano. Thato Batshegi qualificou-se na categoria peso pena no segundo evento qualificatório africano.
| Atletas            | Evento    | Fase de 32             | Oitavas                | Quartas                   | Semifinais             | Final                  |
| Atletas            | Evento    | Adversário e resultado | Adversário e resultado | Adversário e resultado    | Adversário e resultado | Adversário e resultado |
| ------------------ | --------- | ---------------------- | ---------------------- | ------------------------- | ---------------------- | ---------------------- |
| Khumiso Ikgopoleng | Peso galo | AUS L. Boyd V 18-8     | MAR H. Mesbahi V RSCI  | MGL E. Badar-Uugan D 2-15 | Não avançou            | Não avançou            |
| Thato Batshegi     | Peso pena | GEO N. Izoria D 4-14   | Não avançou            | Não avançou               | Não avançou            | Não avançou            |

Legenda: RSCI - Luta interrompida por lesão (Referee Stop Contest - Injured)

### Natação
Masculino
| Atleta(s)    | Evento     | Eliminatórias | Eliminatórias | Semifinal   | Semifinal   | Final       | Final       |
| Atleta(s)    | Evento     | Tempo         | Posição       | Tempo       | Posição     | Tempo       | Posição     |
| ------------ | ---------- | ------------- | ------------- | ----------- | ----------- | ----------- | ----------- |
| John Kamyuka | 50 m livre | 25s54         | 72º           | Não avançou | Não avançou | Não avançou | Não avançou |

Feminino
| Atleta(s)        | Evento     | Eliminatórias | Eliminatórias | Semifinal   | Semifinal   | Final       | Final       |
| Atleta(s)        | Evento     | Tempo         | Posição       | Tempo       | Posição     | Tempo       | Posição     |
| ---------------- | ---------- | ------------- | ------------- | ----------- | ----------- | ----------- | ----------- |
| Samantha Paxinos | 50 m livre | 29s91         | 70º           | Não avançou | Não avançou | Não avançou | Não avançou |